# Kloster Valdeiglesias
Das Kloster Valdeiglesias (Santa María la Real de Valdeiglesias, Vallis ecclesiarum) ist eine ehemalige Zisterzienserabtei am Rand der Sierra de Gredos. Sie liegt in der Gemeinde Pelayos de la Presa in Spanien, rund 60 km westlich von Madrid, am rechten Ufer des Rio Alberche.

## Geschichte
Ein Kloster soll bereits in westgotischer Zeit bestanden haben. 1150 stellte König Alfons VII. von Kastilien den in der Gegend wohnenden Eremiten, die bald darauf die Benediktsregel annahmen, ein Privileg aus. Unter König Alfons VIII. von Kastilien erfolgte 1177 der Anschluss an den Zisterzienserorden als Tochterkloster des Klosters La Santa Espina aus der Filiation der Primarabtei Clairvaux. 1485 erfolgte der Beitritt zur kastilischen Zisterzienserkongregation. In der Klosteraufhebung unter der Regierung von Juan Álvarez Mendizábal wurde das Kloster im Jahr 1835 aufgelöst und fiel in Partikularbesitz, unter dem es verfiel, bis es 1974 von Mariano García Benito erworben und später in eine Stiftung überführt wurde.

## Bauten und Anlage
Die teilweise erhaltene kreuzförmige, im fünfjochigen Langhaus einschiffige Klosterkirche liegt im Norden der Klausur, ist dieser gegenüber aber etwas schräggestellt. Die Sterngewölbe der beiden Westjoche sind erhalten. Der Chor liegt im Südosten. Er besitzt eine größere, halbrundgeschlossene Hauptapsis und zwei ebenfalls halbrund geschlossene Seitenapsiden. Die ausgedehnte Klosterruine mit romanischen, gotischen, Renaissance- und Barockelementen ist seit 1974 gesichert und teilweise (Renaissanceturm) restauriert worden.
Die Ruine wurde im Jahr 1983 zum Monumento Histórico-Artístico erklärt.

## Trivia
In der Ruine wurden Teile des Horrorfilms Die Nacht der reitenden Leichen gedreht; außerdem auch einige Szenen in diversen Western wie Kanonen für Cordoba, 100 Gewehre oder Laßt uns töten, Companeros.